# 全日本綱引選手権大会
全日本綱引選手権大会（ぜんにほんつなひきせんしゅけんたいかい）は、日本綱引連盟が主催する綱引の全国大会である。

## 歴史
第1回は1981年に開催。以来関東圏の会場で毎年行われている。2020年から2022年までは新型肺炎感染拡大を受け中止。
当初は2月に開催されていたが、第18回（1998年）以降は幾度か3月開催だったり2月開催の時期があり、現在は3月となっている。
大会は男女ともグループリーグ方式を採用。
1984年の第4回大会から1990年の第10回大会までは、日清食品、TBS、スポーツニッポン新聞東京本社の後援で「nissin cup 全日本綱引き選手権大会」をして開催した。その後、2000年の第20回大会から2003年の第23回までは、大正製薬の後援で「リポビタンDカップ 全日本綱引き選手権大会」として開催した。その後、アサヒ飲料、アシックス、井村屋グループ、住友生命、山崎製パン、リラックス、SPC GLOBAL、WORLD WING KAWASAKI、アップルパークなどが後援に名を連ねた。

## 放送
大会の模様はNHK BS1で放送されている。NHKで放送する前は、TBSをキー局にJNN加盟局の他、加盟局でない局、独立局を加えて全国ネットで中継した実績がある。

## 記録
男子優勝回数
| 順位 | チーム名                  | 回数 |
| ---- | ------------------------- | ---- |
| 1    | 金沢レスキュー隊          | 12   |
| 2    | 進友会                    | 7    |
| 3    | 佐川急便東京 BIWAKO同志会 | 4    |
| 5    | 置戸人間ばん馬1世         | 3    |
| 6    | 春日クラブ 八女TC         | 2    |

女子優勝回数
| 順位 | チーム名                | 回数 |
| ---- | ----------------------- | ---- |
| 1    | マドラーズ大阪          | 12   |
| 2    | コスモレディースTC      | 6    |
| 3    | 旭川BL                  | 5    |
| 4    | コベルコ科研            | 4    |
| 5    | 横内フレンド 新日鉄君津 | 2    |

男子連続優勝回数
| チーム名         | 回数  | 優勝期間       |
| ---------------- | ----- | -------------- |
| 金沢レスキュー隊 | 4連覇 | 1988年～1991年 |

女子連続優勝回数
| チーム名       | 回数   | 優勝期間       |
| -------------- | ------ | -------------- |
| マドラーズ大阪 | 10連覇 | 2007年～2016年 |

## 過去の大会

### 男子
| 男子560kg級 | 男子560kg級        | 男子560kg級 | 男子560kg級          | 男子560kg級 | 男子560kg級          | 男子560kg級    | 男子560kg級             | 男子560kg級 |
| 開催年      | 優勝               | 優勝        | 準優勝               | 準優勝      | 3位                  | 3位            | 3位                     | 3位         |
| ----------- | ------------------ | ----------- | -------------------- | ----------- | -------------------- | -------------- | ----------------------- | ----------- |
| 1981年      | 東京都             | 東京都      | 香川県               | 香川県      | 富山県               | 富山県         | 富山県                  | 富山県      |
| 1982年      | 置戸人間ばん馬     | 北海道      | 清水市渡辺建設       | 静岡県      | 江川漁協青年部       | 江川漁協青年部 | 江川漁協青年部          | 秋田県      |
| 1983年      | 置戸人間ばん馬1世  | 北海道      | 置戸人間ばん馬2世    | 北海道      | 江川漁協青年部       | 秋田県         | ささき食堂              | 福井県      |
| 1984年      | 置戸人間ばん馬1世  | 北海道      | 江川漁協青年部       | 秋田県      | 小橋大漁             | 青森県         | 釘の平                  | 岩手県      |
| 1985年      | 金沢消防特別救助隊 | 石川県      | 八雲立岩イーグルス   | 北海道      | 置戸人間ばん馬1世    | 北海道         | 玉山釘の平              | 岩手県      |
| 1986年      | 金沢消防特別救助隊 | 石川県      | 道電工旭川           | 北海道      | 吉原茶カリース       | 静岡県         | 花平ホルスタイン        | 岩手県      |
| 1987年      | 道電工旭川         | 北海道      | 花平ホルスタイン     | 岩手県      | 金沢消防特別救助隊   | 石川県         | 打吹タガース台風8号     | 鳥取県      |
| 1988年      | 金沢レスキュー隊   | 石川県      | 豊頃ストロングス     | 北海道      | 道電工旭川           | 北海道         | 花平ホルスタイン        | 岩手県      |
| 1989年      | 金沢レスキュー隊   | 石川県      | 丸徳運送             | 静岡県      | 大塚製薬うずしお     | 徳島県         | 津市消防署              | 三重県      |
| 男子600kg級 |                    |             |                      |             |                      |                |                         |             |
| 開催年      | 優勝               | 優勝        | 準優勝               | 準優勝      | 3位                  | 3位            | 3位                     | 3位         |
| 1990年      | 金沢レスキュー隊   | 石川県      | 別海中西別           | 北海道      | 丸徳クラブ           | 静岡県         | 土居トレーニング        | 愛媛県      |
| 1991年      | 金沢レスキュー隊   | 石川県      | 土居トレーニング     | 愛媛県      | 丸徳クラブ           | 静岡県         | 津市消防署              | 三重県      |
| 1992年      | 丸徳クラブ         | 静岡県      | 鈴鹿TC8マン          | 三重県      | 金沢レスキュー隊     | 石川県         | 土居トレーニング        | 愛媛県      |
| 1993年      | 金沢レスキュー隊   | 石川県      | 東京あいすまん       | 東京都      | 新潟消防特別救助隊   | 新潟県         | 土居トレーニング        | 愛媛県      |
| 1994年      | 金沢レスキュー隊   | 石川県      | 大塚製薬             | 徳島県      | 春日クラブ           | 福岡県         | 岡谷進友会              | 長野県      |
| 1995年      | 春日クラブ         | 福岡県      | 福嶋牧場             | 山口県      | 豊頃ストロングス     | 北海道         | 岡谷進友会              | 長野県      |
| 1996年      | 春日クラブ         | 福岡県      | 大塚製薬             | 徳島県      | :八女TC              | 福岡県         | REAL JAPAN              | 香川県      |
| 1997年      | 八女TC             | 福岡県      | 春日クラブ           | 福岡県      | 金沢レスキュー隊     | 石川県         | REAL JAPAN              | 香川県      |
| 1998年      | 八女TC             | 福岡県      | 金沢レスキュー隊     | 石川県      | FUKUI夢凱童クラブ    | 福井県         | 新潟消防特別救助隊      | 新潟県      |
| 1999年      | 金沢レスキュー隊   | 石川県      | 佐川急便金沢         | 石川県      | 八女TC               | 福岡県         | 新潟消防特別救助隊      | 新潟県      |
| 2000年      | 青森梁山泊         | 青森県      | 佐川急便金沢         | 石川県      | 福嶋牧場             | 山口県         | 新潟消防特別救助隊      | 新潟県      |
| 2001年      | 佐川急便東京       | 東京都      | 青森梁山泊           | 青森県      | 福嶋牧場             | 山口県         | 金沢レスキュー隊        | 石川県      |
| 2002年      | 佐川急便東京       | 東京都      | 金沢レスキュー隊     | 石川県      | 佐川急便金沢         | 石川県         | 城端綱引クラブ          | 富山県      |
| 2003年      | 金沢レスキュー隊   | 石川県      | 佐川急便東京         | 東京都      | 青森クラブ           | 青森県         | REAL JAPAN              | 香川県      |
| 2004年      | 佐川急便東京       | 東京都      | 進友会               | 長野県      | 孔雀会               | 新潟県         | 城端綱引クラブ          | 富山県      |
| 2005年      | 進友会             | 長野県      | 魚津サッシ綱引クラブ | 富山県      | 金沢レスキュー隊     | 石川県         | 孔雀会                  | 新潟県      |
| 2006年      | 進友会             | 長野県      | 城端綱引クラブ       | 富山県      | 魚津サッシ綱引クラブ | 富山県         | 佐川急便東京            | 東京都      |
| 2007年      | 金沢レスキュー隊   | 石川県      | 進友会               | 長野県      | 城端綱引クラブ       | 富山県         | 魚津サッシ綱引クラブ    | 富山県      |
| 2008年      | 佐川急便東京       | 東京都      | 進友会               | 長野県      | 佐川急便福岡         | 福岡県         | 金沢レスキュー隊        | 石川県      |
| 2009年      | 進友会             | 長野県      | 佐川急便東京         | 東京都      | 田代ふるさと         | 秋田県         | 倉吉打吹タガース台風8号 | 鳥取県      |
| 2010年      | 進友会             | 長野県      | 城端綱引クラブ       | 富山県      | BIWAKO同志会         | 滋賀県         | 8”駆殴来                | 千葉県      |
| 2011年      | 金沢レスキュー隊   | 石川県      | 孔雀会               | 新潟県      | 城端綱引クラブ       | 富山県         | BIWAKO同志会            | 滋賀県      |
| 2012年      | 進友会             | 長野県      | BIWAKO同志会         | 滋賀県      | 城端綱引クラブ       | 富山県         | 孔雀会                  | 新潟県      |
| 2013年      | 進友会             | 長野県      | BIWAKO同志会         | 滋賀県      | 城端綱引クラブ       | 富山県         | 京都消防ろぶすたぁ      | 京都府      |
| 2014年      | BIWAKO同志会       | 滋賀県      | 進友会               | 長野県      | 城端綱引クラブ       | 富山県         | 京都消防ろぶすたぁ      | 京都府      |
| 2015年      | 進友会             | 長野県      | BIWAKO同志会         | 滋賀県      | 金沢レスキュー隊     | 石川県         | 京都消防ろぶすたぁ      | 京都府      |
| 2016年      | BIWAKO同志会       | 滋賀県      | 進友会               | 長野県      | 金沢レスキュー隊     | 石川県         | 京都消防ろぶすたぁ      | 京都府      |
| 2017年      | BIWAKO同志会       | 滋賀県      | 進友会               | 長野県      | 金沢レスキュー隊     | 石川県         | 京都消防ろぶすたぁ      | 京都府      |
| 2018年      | 羽咋消防綱引クラブ | 石川県      | 京都消防ろぶすたぁ   | 京都府      | BIWAKO同志会         | 滋賀県         | tough∞+                 | 福井県      |
| 2019年      | 京都消防ろぶすたぁ | 京都府      | BIWAKO同志会         | 滋賀県      | tough∞+              | 福井県         | 金沢レスキュー隊        | 石川県      |
| 2023年      | BIWAKO同志会       | 滋賀県      | 京都消防ろぶすたぁ   | 京都府      | 田代ふるさと         | 秋田県         | 神戸消防                | 兵庫県      |

### 女子
| 女子無制限  | 女子無制限         | 女子無制限       | 女子無制限         | 女子無制限       | 女子無制限         | 女子無制限   | 女子無制限         | 女子無制限   |
| 開催年      | 優勝               | 優勝             | 準優勝             | 準優勝           | 3位                | 3位          | 3位                | 3位          |
| ----------- | ------------------ | ---------------- | ------------------ | ---------------- | ------------------ | ------------ | ------------------ | ------------ |
| 1981年      | 日本女子体育大学   | 日本女子体育大学 | リッカーバトン部   | リッカーバトン部 | 小平あかしや       | 小平あかしや | 小平あかしや       | 小平あかしや |
| 1982年      | 桜島大根           | 鹿児島県         | 福井丸山BS         | 福井県           | 神奈川つぼみ会     | 神奈川県     | 群馬VYSカツゾーズ  | 群馬県       |
| 1983年      | 江川漁協女子       | 秋田県           | 鯖江丸山BS         | 福井県           | 山陽桃組           | 岡山県       | 牧丘大室           | 山梨県       |
| 1984年      | 横内フレンド       | 青森県           | 江川漁協女子       | 秋田県           | 琴丘体協女子       | 秋田県       | 国中               | 福井県       |
| 1985年      | 青森はまなす       | 青森県           | 横内フレンド       | 青森県           | 琴丘体協女子       | 秋田県       | 遠野早池峰Bクラブ  | 岩手県       |
| 女子480kg級 |                    |                  |                    |                  |                    |              |                    |              |
| 開催年      | 優勝               | 優勝             | 準優勝             | 準優勝           | 3位                | 3位          | 3位                | 3位          |
| 1986年      | 横内フレンド       | 青森県           | 青森はまなす       | 青森県           | ユニバース         | 岡山県       | 追土池オリーブ     | 宮城県       |
| 1987年      | 士別武徳開拓3世    | 北海道           | ユニバース         | 岡山県           | 琴丘体協女子       | 秋田県       | 横内フレンド       | 青森県       |
| 1988年      | 旭川BL             | 北海道           | 士別武徳開拓3世    | 北海道           | 岐阜フレッシュ大和 | 岐阜県       | 花平               | 岩手県       |
| 1989年      | 旭川BL             | 北海道           | 花平               | 岩手県           | 新日鉄君津         | 千葉県       | 矢本つくし会       | 宮城県       |
| 1990年      | 旭川BL             | 北海道           | 美深クラブ         | 北海道           | 新日鉄君津         | 千葉県       | 第一製薬           | 静岡県       |
| 1991年      | 新日鉄君津         | 千葉県           | 第一製薬           | 静岡県           | 美深クラブ         | 北海道       | 大釜               | 岩手県       |
| 1992年      | 第一製薬           | 静岡県           | 新日鉄君津         | 千葉県           | 前田綱引同好会     | 秋田県       | 芸濃フレッシュ     | 三重県       |
| 1993年      | 新日鉄君津         | 千葉県           | 第一製薬           | 静岡県           | 旭川BL             | 北海道       | 芸濃フレッシュ     | 三重県       |
| 1994年      | 旭川BL             | 北海道           | 横内フレンド       | 青森県           | 打吹レデイース     | 鳥取県       | 第一製薬           | 静岡県       |
| 1995年      | 旭川BL             | 北海道           | 横内フレンド       | 青森県           | 吉野綱引クラブ     | 千葉県       | 荷軽部青春ママの会 | 岩手県       |
| 1996年      | 造園連コスモ       | 大分県           | コベルコ科研       | 兵庫県           | 打吹レデイース     | 鳥取県       | 前原市かみなり女   | 福岡県       |
| 1997年      | 打吹レデイース     | 鳥取県           | 造園連コスモ       | 大分県           | コベルコ科研       | 兵庫県       | 糸島かみなり女     | 福岡県       |
| 1998年      | コスモレディースTC | 大分県           | 打吹レデイース     | 鳥取県           | コベルコ科研       | 兵庫県       | ドリームダックス   | 大阪府       |
| 1999年      | コスモレディースTC | 大分県           | コベルコ科研       | 兵庫県           | 旭川BL             | 北海道       | いよてつそごう     | 愛媛県       |
| 2000年      | コスモレディースTC | 大分県           | マドンナ’93        | 大阪府           | 旭川BL             | 北海道       | いよてつそごう     | 愛媛県       |
| 2001年      | コスモレディースTC | 大分県           | 青森TC2000         | 青森県           | ありがとう         | 滋賀県       | 旭川BL             | 北海道       |
| 女子520kg級 |                    |                  |                    |                  |                    |              |                    |              |
| 開催年      | 優勝               | 優勝             | 準優勝             | 準優勝           | 3位                | 3位          | 3位                | 3位          |
| 2002年      | コベルコ科研       | 兵庫県           | ありがとう         | 滋賀県           | コスモレディースTC | 大分県       | 青森TC2000         | 青森県       |
| 2003年      | コスモレディースTC | 大分県           | コベルコ科研       | 兵庫県           | ありがとう         | 滋賀県       | 青森TC2000         | 青森県       |
| 2004年      | コベルコ科研       | 兵庫県           | マッシュパワーズ   | 千葉県           | マドラーズ大阪     | 大阪府       | 青森TC2000         | 青森県       |
| 2005年      | コベルコ科研       | 兵庫県           | 青森TC2000         | 青森県           | とびしまゲンキーズ | 愛知県       | 脇町おかめクラブ   | 徳島県       |
| 2006年      | コベルコ科研       | 兵庫県           | マドラーズ大阪     | 大阪府           | 青森TC2000         | 青森県       | 福浜レディース     | 岡山県       |
| 2007年      | マドラーズ大阪     | 大阪府           | コベルコ科研       | 兵庫県           | 青森TC2000         | 青森県       | コスモレディース   | 大分県       |
| 2008年      | マドラーズ大阪     | 大阪府           | コベルコ科研       | 兵庫県           | コスモレディース   | 大分県       | STC夢楽咲引舞      | 千葉県       |
| 2009年      | マドラーズ大阪     | 大阪府           | コベルコ科研       | 兵庫県           | フラッパーズ東京   | 東京都       | 三輪女子綱引クラブ | 秋田県       |
| 2010年      | マドラーズ大阪     | 大阪府           | フラッパーズ東京   | 東京都           | 三輪女子綱引クラブ | 秋田県       | 高根の華           | 山梨県       |
| 女子500kg級 |                    |                  |                    |                  |                    |              |                    |              |
| 開催年      | 優勝               | 優勝             | 準優勝             | 準優勝           | 3位                | 3位          | 3位                | 3位          |
| 2011年      | マドラーズ大阪     | 大阪府           | コベルコ科研       | 兵庫県           | フラッパーズ東京   | 東京都       | マリンエンジェルス | 福島県       |
| 2012年      | マドラーズ大阪     | 大阪府           | 神戸PULL-BAR       | 兵庫県           | ファンキーガールズ | 福井県       | フラッパーズ東京   | 東京都       |
| 2013年      | マドラーズ大阪     | 大阪府           | 神戸PULL-BAR       | 兵庫県           | ストライヴ源       | 大阪府       | 福浜レディース     | 岡山県       |
| 2014年      | マドラーズ大阪     | 大阪府           | 神戸PULL-BAR       | 兵庫県           | ファンキーガールズ | 福井県       | 福浜レディース     | 岡山県       |
| 2015年      | マドラーズ大阪     | 大阪府           | 神戸PULL-BAR       | 兵庫県           | ファンキーガールズ | 福井県       | 三輪女子綱引クラブ | 秋田県       |
| 2016年      | マドラーズ大阪     | 大阪府           | ファンキーガールズ | 福井県           | 神戸PULL-BAR       | 兵庫県       | 緒方チャッターズ   | 大分県       |
| 2017年      | 彩TC               | 東京都           | 神戸PULL-BAR       | 兵庫県           | マドラーズ大阪     | 大阪府       | 三輪女子綱引クラブ | 秋田県       |
| 2018年      | ファンキーガールズ | 福井県           | 志賀・美笑会       | 石川県           | ちょーどりーず     | 和歌山県     | 緒方チャッターズ   | 大分県       |
| 2019年      | マドラーズ大阪     | 大阪府           | 神戸PULL-BAR       | 兵庫県           | ファンキーガールズ | 福井県       | 志賀・美笑会       | 石川県       |
| 2023年      | マドラーズ大阪     | 大阪府           | 神戸PULL-BAR       | 兵庫県           | 三輪女子綱引クラブ | 秋田県       | LR 石川            | 石川県       |